# Zverovka

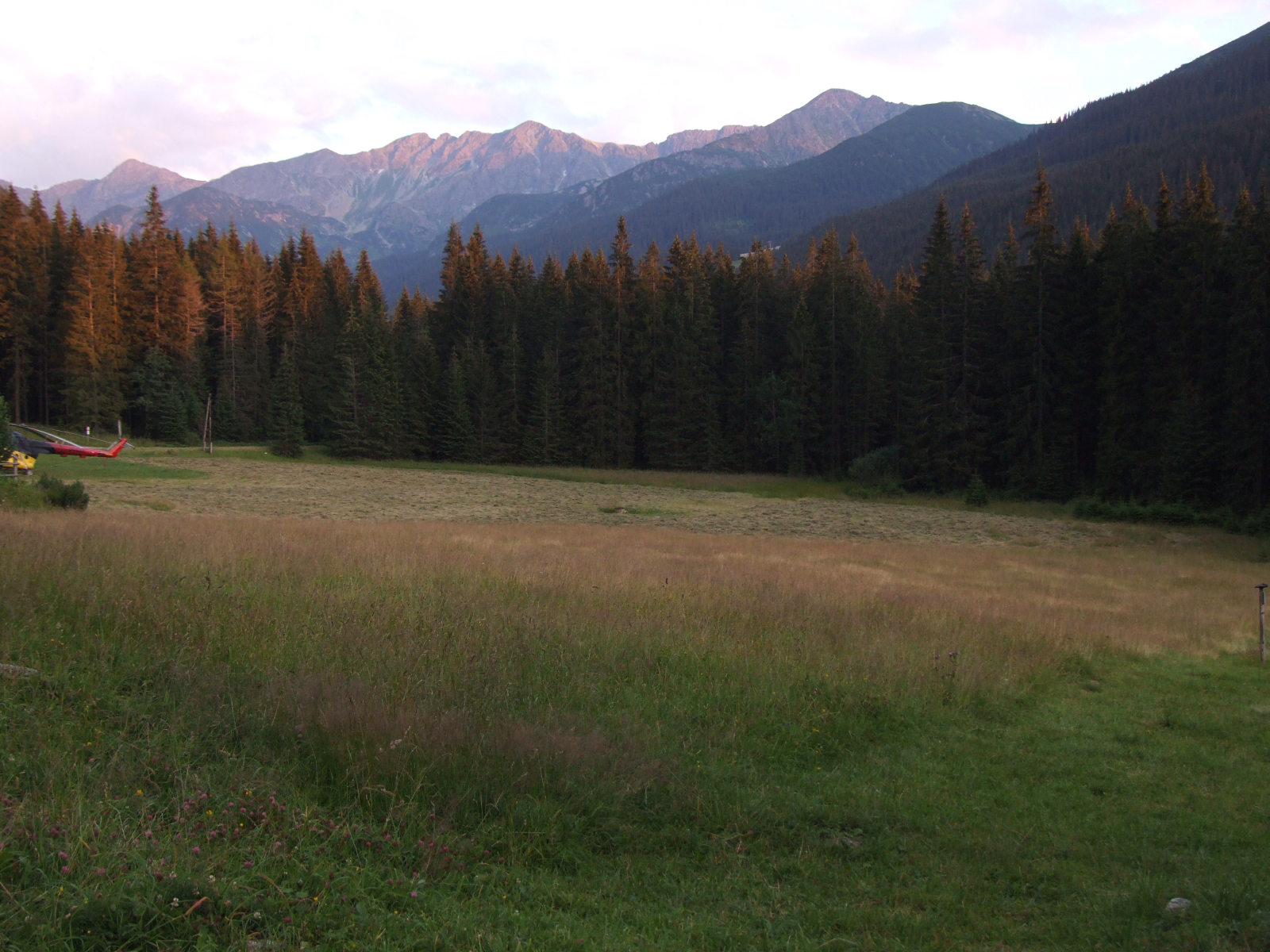
Zverovka

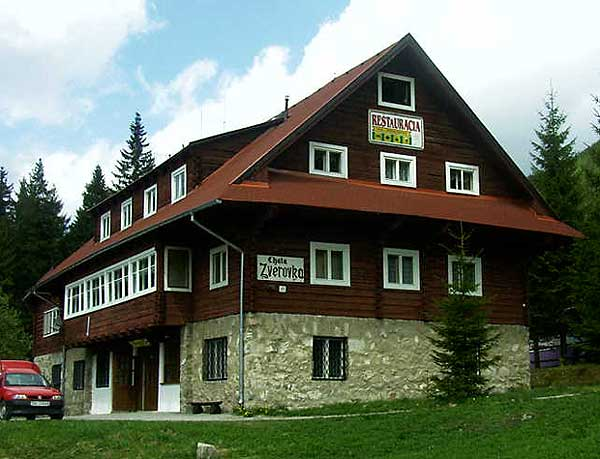
Chata Zverovka

Zverovka (polnisch Zwierówka) ist eine Gebirgswiese und kleine Siedlung in der Slowakei, im nordwestlichen Teil der Westtatra, am Zusammenschluss der Gebirgstäler Roháčska dolina und Látaná dolina. Administrativ gehört sie zur Gemeinde Zuberec im Okres Tvrdošín, liegt auf einer Höhe von 1037 m n.m. und ist eines der bedeutendsten touristischen Zentren der slowakischen Westtatra.
Der Kern ist die 1928 erbaute Berghütte Chata Zverovka, damals Maťašáková chata genannt und nach Jozef Maťašák benannt, der sich um die touristische Erschließung der Berggruppe Roháče verdient gemacht hatte. Sie wurde im Dezember 1944 durch Wehrmachttruppen vernichtet. Der Wiederaufbau nach dem Zweiten Weltkrieg wurde 1951 abgeschlossen. Seither wurde die Hütte erweitert, dazu entstanden Blockhäuser in der Nähe, um die Kapazität weiter zu erhöhen.
Nahe der Hütte befindet sich ein Gebietszentrum des slowakischen Bergrettungsdiensts sowie ein symbolischer Friedhof, der die Gestorbenen in dem in der Landschaft Orava liegenden Teil der Westtatra ehrt. Richtung Tal Látaná dolina gibt es einen Partisanenfriedhof. Nordwestlich von Zverovka erstreckt sich der kleine Bergsee Pleso pod Zverovkou, örtlich auch Maras genannt, der mit 973 m n.m. der tiefstgelegene Bergsee der gesamten Tatra ist. Südlich von Zverovka liegt das Skigebiet Roháče-Spálená. Das Gebiet ist zudem durch Wanderwege gut erschlossen und ist Ausgangspunkt für Wanderungen Richtung Bergseen Roháčske plesá oder Berge wie Osobitá, Salatín, Sivý vrch, Brestová, Ostrý Roháč, Plačlivé, Baníkov und Volovec.